# عامل فون ويل براند
عامل فون ويل براند (بالإنجليزية: Von Willebrand factor)‏ هو عبارة عن سلسلة من بروتين سكري متعدد، وهو كبير نسيباً بالنسبة لعوامل تخثر الدم الأخرى، ويتم تصنيع عامل فون ويل براند في الصفائح الدموية والأنسجة الأندوثيلية المكونة للأوعية الدموية على عكس باقي عوامل التخثر التي تصنع بالكبد. إن أي نقص في كمية هذا العامل أو ضعف في عمله يؤدي إلى مرض فون ويليبراند.

## وظائفه
1. يقوم بحمل العامل الثامن في الدورة الدموية، ويقوم بحمايته من التحلل في الدم حيث يتحلل العامل الثامن بدون وجود عامل فون ويل براند في خلال 8 دقائق أما في وجود عامل فون ويل براند يتحلل خلال 8 ساعات.
2. يعمل على لصق الصفائح الدموية بالأوعية الدموية المتضررة من خلال عمل ارتباط بين الصفائح والأوعية الدموية وتشبه العملية مد جسر أو لصق قطعتين بصمغ.

## التغيرات الفسيولوجية لمستوى العامل
تختلف نسبة عامل فون ويل براند في حالات المرض عنها في الحالات السليمة. ومن المهم معرفة أن الاستروجين (Estrogen) وهرمون الغدة الدرقية (Thyroid gland) هما الهرمونان اللذان ينظمان مستوى هذا العامل وتركيزه في الدورة الدموية، أيضاً خلال فترة الحمل حيث ترتفع نسبة العامل بـ 2 - 3 أضعاف. كما ترتفع نسبة في حالات مثل الالتهابات أو النشاط البدني الحاد. لدى الأشخاص أصحاب فصيلة الدم O يكون المستوى السليم لهذا العامل أقل بـ 30% عن مستواه لدى أصحاب الفصائل الدموية الأخرى.
ومن المهم أخذ جميع العوامل السابقة في الاعتبار عند قراءة مستوى عامل فون ويل براند للتميز بين الانخفاض الفيسيولوجي عن الانخفاض المرضي.
| رقم أو اسم عامل التخثر                     | الوضيفة                                                                                   |
| ------------------------------------------ | ----------------------------------------------------------------------------------------- |
| I (فيبرينوجين)                             | أشكال تجلط (الليفين)                                                                      |
| II (بروثرومبين)                            | Its active form (IIa) activates I, V, VII, XIII, protein C, platelets                     |
| ثرومبوبلاستين                              | Co-factor of VIIa (formerly known as factor III)                                          |
| كالسيوم                                    | Required for coagulation factors to bind to phospholipid (formerly known as factor IV)    |
| V (proaccelerin, labile factor)            | Co-factor of X with which it forms the prothrombinase complex                             |
| VI                                         | Unassigned – old name of Factor Va                                                        |
| VII (stable factor)                        | Activates IX, X                                                                           |
| VIII (antihemophilic factor)               | Co-factor of IX with which it forms the tenase complex                                    |
| IX (Christmas factor)                      | Activates X: forms tenase complex with factor VIII                                        |
| X (Stuart-Prower factor)                   | Activates II: froms prothrombinase complex with factor V                                  |
| XI (plasma thromboplastin antecedent)      | Activates XII, IX and prekallikrein                                                       |
| XII (Hageman factor)                       | Activates prekallikrein and انحلال الفبرين                                                |
| XIII (fibrin-stabilizing factor)           | Crosslinks fibrin                                                                         |
| عامل فون ويليبراند                         | Binds to VIII, mediates platelet adhesion                                                 |
| prekallikrein                              | Activates XII and prekallikrein; cleaves HMWK                                             |
| high molecular weight kininogen (HMWK)     | Supports reciprocal activation of XII, XI, and prekallikrein                              |
| فايبرونيكتين                               | Mediates cell adhesion                                                                    |
| ضد الثرومبين III                           | Inhibits IIa, Xa, and other proteases;                                                    |
| heparin cofactor II                        | Inhibits IIa, cofactor for heparin and dermatan sulfate ("minor antithrombin")            |
| بروتين C                                   | Inactivates Va and VIIIa                                                                  |
| بروتين S                                   | Cofactor for activated protein C (APC, inactive when bound to C4b-binding protein)        |
| بروتين Z                                   | Mediates thrombin adhesion to phospholipids and stimulates degradation of factor X by ZPI |
| Protein Z-related protease inhibitor (ZPI) | Degrades factors X (in presence of protein Z) and XI (independently)                      |
| بلازمين                                    | Converts to plasmin, lyses fibrin and other proteins                                      |
| alpha 2-antiplasmin                        | Inhibits plasmin                                                                          |
| منشط بلازمينوجين النسيجي (tPA)             | Activates plasminogen                                                                     |
| يوروكيناز                                  | Activates plasminogen                                                                     |
| plasminogen activator inhibitor-1 (PAI1)   | Inactivates tPA & urokinase (endothelial PAI)                                             |
| plasminogen activator inhibitor-2 (PAI2)   | Inactivates tPA & urokinase (مشيميl PAI)                                                  |
| cancer procoagulant                        | Pathological العامل العاشر activator linked to thrombosis in سرطان                        |